# Monte Midnight
Il Monte Midnight (in lingua inglese: Mount Midnight, letteralmente Monte Mezzanotte) è una montagna antartica, alta quasi 2.000 m, situata sul fianco settentrionale del Ghiacciaio Tucker, 6 km a ovest dello Shadow Bluff, nei Monti dell'Ammiragliato, in Antartide. 
Il monte è stato scalato nel gennaio 1958 da un gruppo geologico della New Zealand Geological Survey Antarctic Expedition. La denominazione è stata da loro assegnata in associazione con quella del Monte Shadow, situato appena più a est, e dello Shadow Bluff.